# Krysten Ritter
Krysten Alyce Ritter (Bloomsburg, 16 de diciembre de 1981) es una actriz y exmodelo estadounidense. Ritter es conocida por sus papeles de la heroína Jessica Jones en la series de Marvel Jessica Jones y The Defenders, Jane Margolis en la serie de AMC Breaking Bad, y Chloe en la serie de comedia de la ABC Don't Trust the B---- in Apartment 23. Ha aparecido en películas tales como: What Happens in Vegas (2008), 27 Dresses (2008), Confessions of a Shopaholic (2009), She's Out of My League (2010), Veronica Mars (2014) Big Eyes (2014) y Sonic 3, la película (2024). Ella también ha aparecido en la series de televisión Gravity, Hasta que la muerte nos separe, Veronica Mars y The Blacklist.

## Primeros años
Ritter nació en Bloomsburg, Pensilvania, hija de Gary Ritter y Kathi Taylor. Ritter creció en una granja ganadera cerca de Shickshinny (Pensilvania), donde su madre, su padrastro y su hermana viven todavía ; mientras que su padre vive cerca de Benton. Ritter se graduó en 2000 de Northwest Area High School. Ritter es de ascendencia alemana, escocesa e inglesa.

## Carrera

### Modelaje
Ritter fue descubierta por un agente de modelos en un centro comercial de su pueblo natal, Wyoming Valley Mall, a la edad de 15 años, en un evento de modelaje. Ritter se describió en aquel entonces como «alta, desgarbada, torpe y muy, pero que muy delgada» a la revista Philadelphia Style. Mientras estaba en la preparatoria, viajó a Nueva York en sus días libres y comenzó a modelar allí y en Filadelfia. Ella firmó con la agencia Elite Model Management y luego con Wilhelmina Models. Ritter se mudó a la ciudad de Nueva York a la edad de 18 años y estableció una carrera como modelo internacional en anuncios impresos y en televisión. Realizó trabajos para revistas, catálogos, y pasarelas en Milán, Nueva York, París, y Tokio.

### Actuación
La carrera de actuación de Ritter comenzó cuando Wilhelmina la colocó en una audición para un comercial de televisión de Dr Pepper. Ritter dijo a Philadelphia Style que ella sentía que su personalidad «saliente y burbujeante y divertida» como intérprete la ayudó a su transición a actuar de forma natural permitiéndole entretener a la gente de casting. Ella ganó varios pequeños papeles en películas a partir de 2001, y entonces interpretó a una estudiante de la historia del arte de los años 50 en La sonrisa de Mona Lisa (2003) junto a Julia Roberts. En 2006, apareció en All This Intimacy, una obra de dos actos Off-Broadway de Rajiv Joseph, en el Second Stage Theatre. Ritter luego protagonizó el estreno de la obra de Zach Braff, All New People, en Second Stage Theatre. Anna Camp, David Wilson Barnes y Justin Bartha coprotagonizaron la producción bajo la dirección de Peter DuBois.
Ritter tuvo varios papeles en la televisión y apareció en la segunda temporada de Veronica Mars, interpretando a Gia Goodman, la hija del alcalde Woody Goodman (Steve Guttenberg). Ritter apareció como invitada en Gilmore Girls para ocho episodios de 2006 a 2007 como Lucy, amiga de Rory Gilmore. Ella también interpretó la primera iteración de Allison Stark en la comedia de situación Hasta que la muerte nos separe (que finalmente tuvo cuatro actrices desempeñan ese papel a través de su duración).

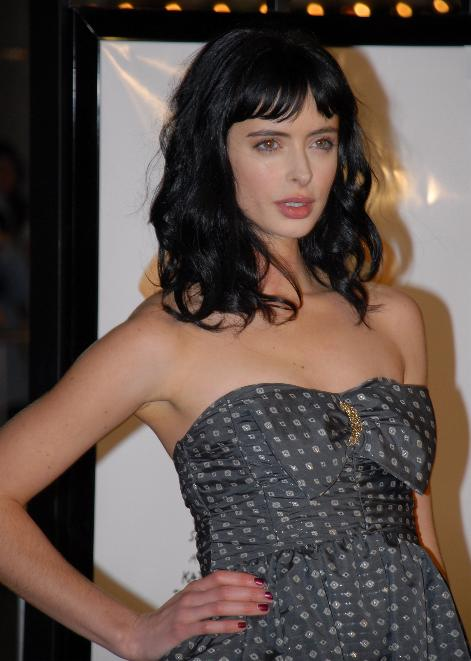
Ritter en el estreno de 27 Dresses en enero de 2008.

Ritter continuó trabajando en el cine, a menudo como la mejor amiga del personaje principal. En 2008, tuvo papeles secundarios en las comedias románticas What Happens in Vegas y 27 Dresses. Ella coprotagonizó en la película de 2009 Confessions of a Shopaholic como Suze, la mejor amiga del personaje de Isla Fisher. Ritter pasó tres meses filmando She's Out of My League en Pittsburgh en 2008. Interpretó a Patty, la cínica mejor amiga de Molly, personaje de Alice Eve.
Ritter apareció como una joven Carol Rhodes en un episodio de la serie de drama adolescente de The CW, Gossip Girl titulado «Valley Girls», que salió al aire el 11 de mayo de 2009. El episodio fue un episodio piloto para una serie derivada propuesta del mismo título, ambientada en Los Ángeles de la década de los años 1980, que narra la adolescencia del personaje de Lily van der Woodsen. Ritter describió a su personaje Carol, la hermana de Lily, como «la marginada», y «una rockera de Sunset Strip de los años 80» a Access Hollywood. La serie no fue recogida por el canal para la temporada 2009-10.
Ritter coprotagonizó como Jane Margolis la segunda temporada de la serie de drama de AMC, Breaking Bad, y protagonizó la película How to Make Love to a Woman (2009), basado en un libro de superventas de la estrella de cine adulto Jenna Jameson. Ella también coprotagonizó con Jason Behr la película independiente The Last International Playboy (2009), como Ozzy, una drogadicta. Ritter vendió un piloto de televisión que ella escribió sobre la base de sus experiencias como modelo, llamado Model Camp. Ella apareció en la serie web de comedia Woke Up Dead en 2009, interpretando a Cassie junto a Jon Heder.
En 2010, Ritter protagonizó la serie de televisión Gravity junto a Ivan Sergei, Ving Rhames y Rachel Hunter, interpretando a Lily, una mujer afilada y peculiar. La comedia-drama de Starz se centra en un grupo de supervivientes suicidas ambulatorios. Ella protagonizó junto a Ben Barnes la película de comedia de 2011 Killing Bono como la mánager de una banda irlandesa. Dirigida por Nick Hamm, la película se basa en Killing Bono: I Was Bono's Doppleganger, un libro sobre los primeros días de la banda de rock irlandesa U2. A partir de enero de 2010, el rodaje de la película duró seis semanas y se trasladó de Belfast a Londres antes de regresar a Belfast.
Ritter protagonizó junto a Alicia Silverstone la película de terror y comedia Vamps, escrita y dirigida por Amy Heckerling. Ella interpreta a un socialite de Nueva York convertida en un vampiro por una reina de vampiros (Sigourney Weaver). También protagonizó la película de comedia independiente de 2011 Life Happens, con Kate Bosworth y Rachel Bilson. Coescrita por Ritter con la directora Kat Coiro, la película es sobre dos mejores amigas que se ocupan del embarazo y la maternidad posterior del personaje de Ritter.

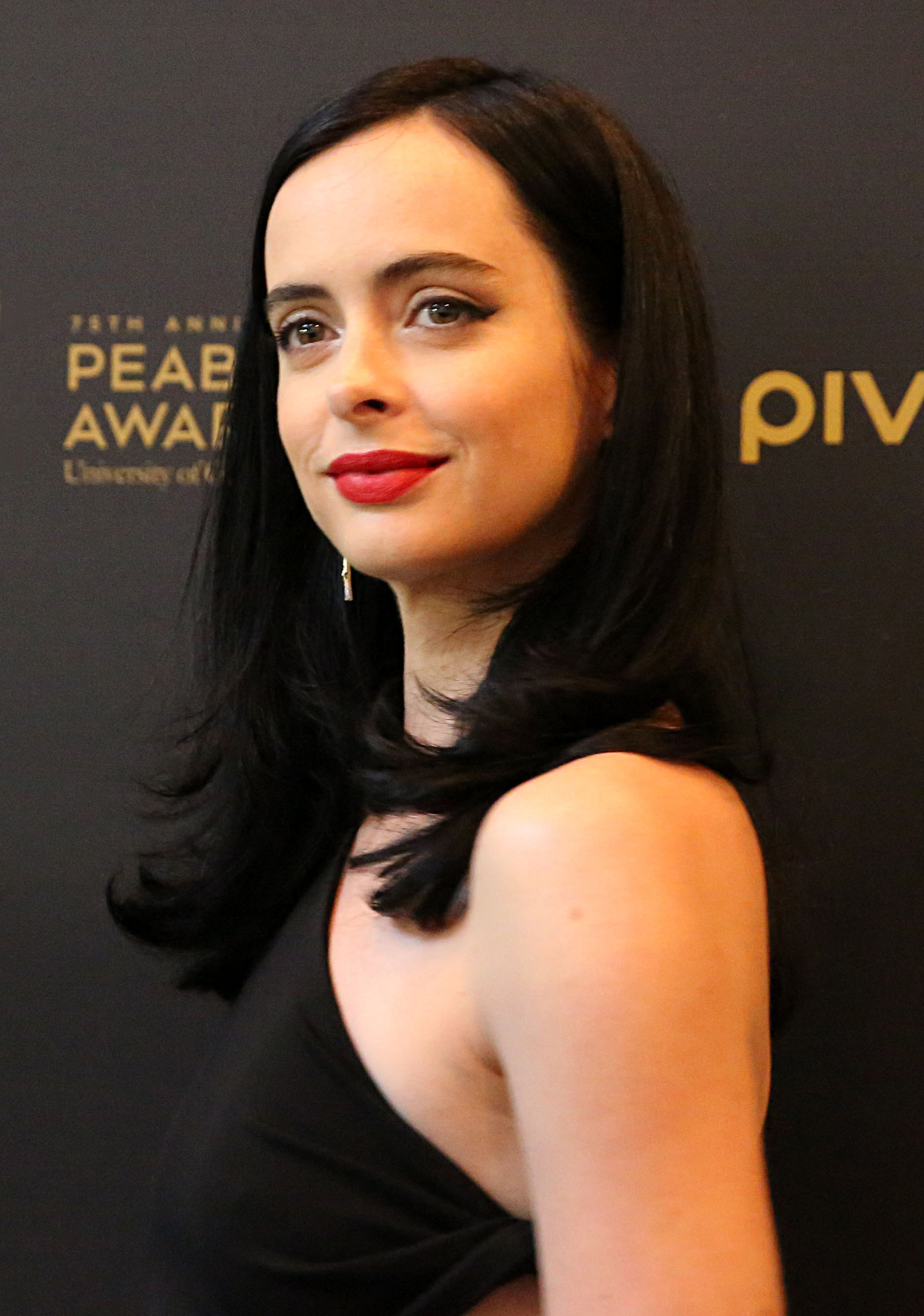
Ritter en los Premios Peabody en mayo de 2016.

A principios de febrero de 2011, Ritter se unió al reparto de la serie de comedia de ABC Don't Trust the B---- in Apartment 23, interpretando el papel protagonista de Chloe, una chica de fiesta de Nueva York y estafadora que intenta estafar a sus nuevos compañeros de habitación después de que se mudan, pero que termina haciendo amistad y «tutoría» de una de los solicitantes. La serie fue cancelada el 22 de enero de 2013 después de dos temporadas. El 15 de febrero de 2013, se informó que Ritter sería protagonista como Nora en el piloto de la comedia de la NBC Assistance, basado en la obra teatral de Leslye Headland del mismo nombre. Sin embargo, se confirmó en enero de 2014 que el piloto no sería recogido en serie. El 9 de julio de 2013, se anunció que Ritter protagonizaría el debut como director de Jake Hoffman, Asthma, que se centra en la escena del indie rock en la ciudad de Nueva York. Se anunció el 20 de febrero de 2014 que Ritter sería estrella en el piloto de comedia de temática de astronautas de la NBC Mission Control como la ingeniera aeroespacial Dra. Mary Kendricks. El 15 de octubre de 2014, NBC anunció que ya no estaba avanzando con el show.
El 5 de diciembre de 2014, Ritter fue elegida para protagonizar la serie de televisión de Marvel Jessica Jones, interpretando el papel principal, una ex-superheroína convertida en investigadora privada en la ciudad de Nueva York. En su casting, la productora ejecutiva Melissa Rosenberg declaró que Ritter «trae tanto el borde duro como la vulnerabilidad que el papel demanda». Ritter reveló que había estado leyendo el cómic en preparación para el papel mientras que también expresaba su placer en trabajar con Rosenberg y mujeres en general. Los 13 episodios de la primera temporada se estrenaron en Netflix el 20 de noviembre de 2015. Ritter vuelve a representar al personaje en The Defenders junto a Charlie Cox como Matt Murdock / Daredevil, Mike Colter como Luke Cage y Finn Jones como Danny Rand / Puño de Hierro, y finalmente en la segunda temporada de Jessica Jones en 2018.

### Debut como escritora
Ritter debutó como escritora, con su novela titulada Bonfire, un thriller psicológico lanzado el 7 de noviembre de 2017 por Crown Archetype.

## Vida personal
Ritter se mudó de Brooklyn a Los Ángeles en 2007. Ella canta y toca la guitarra en una banda llamada Ex Vivian. También promueve los derechos de los animales y posó para una campaña publicitaria de PETA en 2013 para advertir a los propietarios de mascotas de los peligros de dejar perros en los coches durante el verano. Tiene TDAH, por lo que ha estado tomando Ritalin desde que estaba en primer grado.
Desde agosto de 2014 mantiene una relación con el músico Adam Granduciel. En febrero de 2019, anunciaron que esperaban un hijo. Su hijo nació en julio de 2019.

## Filmografía

### Cine
| Año  | Título                          | Personaje                       | Notas                            |
| ---- | ------------------------------- | ------------------------------- | -------------------------------- |
| 2001 | Someone like You                | Modelo                          | No acreditada                    |
| 2002 | Freshening Up                   | Muchacha en sillón              | Corto                            |
| 2002 | Garmento                        | Modelo de Poncho                | No acreditada                    |
| 2003 | The Look                        | Mara                            |                                  |
| 2003 | La sonrisa de Mona Lisa         | Estudiante de historia del arte |                                  |
| 2005 | Slingshot                       | Beth                            |                                  |
| 2007 | Atado a ti                      | Espectadora inocente            | No acreditada                    |
| 2008 | The Last International Playboy  | Ozzy                            |                                  |
| 2008 | 27 Dresses                      | Gina "La Gótica"                |                                  |
| 2008 | What Happens in Vegas           | Kelly                           |                                  |
| 2009 | Glock                           | Beretta                         | Corto                            |
| 2009 | Confessions of a Shopaholic     | Suze Cleath-Stuart              |                                  |
| 2010 | She's Out of My League          | Patty                           |                                  |
| 2010 | How to Make Love to a Woman     | Lauren Baker                    |                                  |
| 2011 | Killing Bono                    | Gloria                          |                                  |
| 2011 | L!fe Happens                    | Kim                             | También escritora y coproductora |
| 2011 | Margaret                        | Dependienta                     | No acreditada                    |
| 2012 | BuzzKill                        | Nicole                          |                                  |
| 2012 | Vamps                           | Stacy Daimer                    |                                  |
| 2012 | Refuge                          | Amy                             |                                  |
| 2014 | Listen Up Philip                | Melanie Zimmerman               |                                  |
| 2014 | Veronica Mars                   | Gia Goodman                     |                                  |
| 2014 | Asthma                          | Ruby                            |                                  |
| 2014 | Search Party                    | Christy                         |                                  |
| 2014 | Big Eyes                        | DeAnn                           |                                  |
| 2017 | The Hero                        | Lucy                            |                                  |
| 2019 | El Camino: A Breaking Bad Movie | Jane Margolis                   | Película para Netflix            |
| 2021 | Nightbooks                      | Natacha, la bruja               |                                  |
| 2024 | Sonic 3, la película            | Directora Rockwell              |                                  |

### Televisión
| Año       | Título                                | Personaje                          | Notas                                                                                      |
| --------- | ------------------------------------- | ---------------------------------- | ------------------------------------------------------------------------------------------ |
| 2004      | Whoopi                                | Bryn                               | Episodio: "The Squatters "                                                                 |
| 2004      | One Life to Live                      | Kay                                | Episodio: "Episode #1.9145"                                                                |
| 2004      | Law & Order                           | Tracy Warren                       | Episodio: " Everybody Loves Raimondo's "                                                   |
| 2004      | Tanner on Tanner                      | Vendedora                          | Episodios: "The Awful Truth" y "Dinner at Elaine's"                                        |
| 2005      | Pool Guys                             | Amy                                | Película de televisión                                                                     |
| 2005      | Jonny Zero                            | Quinn                              | Episodio: "Piloto"                                                                         |
| 2005—2006 | Veronica Mars                         | Gia Goodman                        | 8 episodios. Recurrente                                                                    |
| 2006      | The Bedford Diaries                   | Erin Kavenaugh                     | Episodios: "The Art and Science of Manipulation " y "The Art and Science of Manipulation " |
| 2006-2007 | Gilmore Girls                         | Lucy                               | 8 Episodios. Recurrente                                                                    |
| 2006-2007 | Til Death                             | Allison Stark                      | 5 Episodios                                                                                |
| 2006      | Justice                               | Eva Moore                          | Episodio: "Christmas Party"                                                                |
| 2006      | Inseparable                           | Melinda                            | Película de televisión                                                                     |
| 2007      | Big Day                               | Ellen                              | Episodio: "The Ceremony"                                                                   |
| 2007      | The Rich Inner Life of Penelope Cloud | Georgia                            | Película de televisión                                                                     |
| 2009—2010 | Breaking Bad                          | Jane Margolis                      | 8 episodios. (Recurrente)                                                                  |
| 2009      | Gossip Girl                           | Carol Rhodes (Joven)               | Episodio: "Valley Girls"                                                                   |
| 2009      | Desperté muerto                       | Cassie                             | Protagonista                                                                               |
| 2010      | Gravity                               | Lilly                              | 10 episodios. (Recurrente)                                                                 |
| 2011      | Love Bites                            | Cassie                             | Episodio: "Firsts"                                                                         |
| 2012—2013 | Don't Trust the B---- in Apartment 23 | Chloe                              | Protagonista.                                                                              |
| 2013      | Assistance                            | Nora Johnson                       | Película de televisión                                                                     |
| 2013      | Robot Chicken                         | Dana Polk                          | Episodio: Immortal                                                                         |
| 2013      | The Cleveland Show                    | Gina                               | Episodio: "California Dreamin' (All the Cleves Are Brown)"                                 |
| 2014      | Mission Control                       | Dra. Mary                          |                                                                                            |
| 2014      | The Blacklist                         | Rowan Mills                        | Episodio: "Lord Baltimore (No. 104)"                                                       |
| 2014      | Mission Control                       | Dr.Mary                            | Película de televisión                                                                     |
| 2015—2019 | Jessica Jones                         | Jessica Jones                      | Protagonista, serie de TV                                                                  |
| 2016      | Comedy Bang! Bang!                    | Ella misma                         | Episodio: "Krysten Ritter Wears a Turtleneck and Black Boots"                              |
| 2017      | The Defenders                         | Jessica Jones                      | Rol Principal, serie de TV; 8 episodios                                                    |
| 2023      | Love and Death                        | Sherry Cleckler                    | Posproducción; 7 episodios                                                                 |
| 2024      | Orphan Black: Echoes                  | Lucy / Dra. Eleanor Miller (joven) | Rol Principal, serie de TV; 10 episodios                                                   |
| 2025      | Dexter: Resurrection                  | Mia Lapierre                       |                                                                                            |
| 2026      | Daredevil: Born Again                 | Jessica Jones                      | Temporada 2; Rodaje                                                                        |

### Web
| Año  | Título       | Personaje | Notas        |
| ---- | ------------ | --------- | ------------ |
| 2009 | Woke Up Dead | Cassie    | 22 Episodios |

### Vídeos musicales
| Año  | Título                           | Artista          | Personaje |
| ---- | -------------------------------- | ---------------- | --------- |
| 1999 | "Waffle"                         | Sevendust        | Extra     |
| 2000 | "Could I Have This Kiss Forever" | Whitney Houston  | Extra     |
| 2017 | "Holding On"                     | The War on Drugs | Concepto  |

## Discografía
| Año  | Título      |
| ---- | ----------- |
| 2012 | "Ex-Vivian" |

## Premios y nominaciones
| Año  | Obra nominada                                  | Premio                                   | Categoría                             | Resultado | Ref.   |
| ---- | ---------------------------------------------- | ---------------------------------------- | ------------------------------------- | --------- | ------ |
| 2012 | Don't Trust the B---- in Apartment 23          | Teen Choice Awards                       | Choice TV: Villano                    | Nominada  | [ 41 ] |
| 2015 | Jessica Jones Episodio: "AKA You're a Winner!" | Artista de la semana de TVLine           | Artista de la semana de TVLine        | Ganadora  | [ 42 ] |
| 2016 | Jessica Jones                                  | Premios de la Crítica Televisiva de 2016 | Mejor actriz en serie de drama        | Nominada  | [ 43 ] |
| 2016 | Jessica Jones                                  | Premios Dorian                           | Actuación de TV del año - Actriz      | Nominada  | [ 44 ] |
| 2016 | Jessica Jones                                  | Premios Webby                            | Reconocimiento especial: Mejor actriz | Ganadora  | [ 45 ] |
| 2016 | Jessica Jones                                  | Premios Saturn de 2015                   | Mejor actriz en televisión            | Nominada  | [ 46 ] |
| 2018 | Marvel's The Defenders                         | Premios Saturn de 2017                   | Mejor actriz de reparto en televisión | Nominada  | [ 47 ] |